# Asmara-Stadion
Das Asmara-Stadion ist ein Mehrzweckstadion in Asmara, der Hauptstadt Eritreas. Es wurde im Jahr 1958 errichtet und hat eine Kapazität von 20.000 Plätzen. Seit 2005 ist das Asmara-Stadion mit einer Kunstrasenfläche ausgestattet.
Das Stadion wird überwiegend für Fußballspiele genutzt und ist Austragungsort der Heimspiele der Eritreische Fußballnationalmannschaft und der Vereine Red Sea FC, Adulis FC, Hintsa und Edaga Hamus, die in der höchsten Liga Eritreas beheimatet sind. Im Jahr 1968 fanden im Stadion mehrere Spiele der Fußball-Afrikameisterschaft statt.